# فيليس سامبلر
فيليس سامبلر (بالإنجليزية: Philece Sampler)‏ هي ممثلة أمريكية، ولدت في 1 سبتمبر 1956 في الولايات المتحدة.

## أعمال

### مسلسلات
- أيام حياتنا
- الرجل الأخضر الخارق
- عالم آخر

## وصلات خارجية
- فيليس سامبلر على موقع IMDb (الإنجليزية)
- فيليس سامبلر على موقع ألو سيني (الفرنسية)
- فيليس سامبلر على موقع أول موفي (الإنجليزية)
- فيليس سامبلر على موقع قاعدة بيانات الفيلم (الإنجليزية)
- فيليس سامبلر على موقع كينوبويسك (الروسية)
- فيليس سامبلر على موقع ANN person (الإنجليزية)